# Júpiter LXXII
Júpiter LXXII (designació provisional S/2011 J 1) és un satèl·lit natural de Júpiter. Fou descobert per Scott Sheppard l'any 2011. Probablement pertany al grup de Carme.
Aquest satèl·lit fou perdut des del seu descobriment el 2011 El 2018 hi ha observacions planejades per determinar la seva òrbita. però el 17 de setembre de 2018 s'anuncià la seva redescoberta.